# Гуго II де Шалон-Арле
Гуго II де Шалон-Арле (фр. Hugues II de Chalon-Arlay, 1334—1388) — сеньор д’Арле.
Сын Жана II де Шалон-Арле, сеньора д’Арле и де Витто, и Маргариты де Мелло.
Женился на Бланке Женевской, даме де Фронтене, дочери графа Амедея III Женевского и Матильды Булонской. Для этого потребовалось получить специальное папское разрешение (2 июля 1363), так как невеста была сестрой второй жены его отца.
Гуго был рыцарем ордена Аннунциаты, учрежденного его родственником Зеленым графом Амадеем VI Савойским.
Умер бездетным. Сеньорию Арле унаследовал его племянник Жан III де Шалон-Арле, принц Оранский.